# بلانش ماكمانوس
بلانش ماكمانوس (بالإنجليزية: Blanche McManus)‏ (1870، مقاطعة إيست فيليكينا في الولايات المتحدة - 13 يونيو 1935، لويزيانا في الولايات المتحدة)؛ كاتِبة مُتخصِّصة في أدب الأطفال وروائية أمريكية.